# Vinstrupekolibri
Vinstrupekolibri (Selasphorus ellioti) är en fågel i familjen kolibrier.

## Utseende
Vinstrupekolibrin är en mycket liten, humlestor kolibri. Hanen har utbrett magenta- eller rosarött på strupen och rätt kort stjärt med rostrött längst in och vita stjärthörn. Honan är mörkfläckad på strupen men har samma stjärtteckning som hanen. Mycket lika humlekolibrin delar inte utbredningsområde med vinstrupekolibrin.

## Utbredning och systematik
Vinstrupekolibrin förekommer i bergstrakter i Centralamerika. Den delas in i två underarter med följande utbredning:
- ellioti – förekommer i södra Mexiko (Chiapas) och Guatemala
- selasphoroides – förekommer i Honduras

### Släktestillhörighet
Vinstrupekolibrin placeras traditionellt i släktet Atthis tillsammans med humlekolibrin. Genetiska studier visar dock att de är inbäddade i släktet Selasphorus.

## Levnadssätt
Vinstrupekolibrin föredrar snåriga gläntor och hyggen och skogsbryn i städsegröna bergsskogar, inte minst större bestånd av blommor där andra kolibriarter samlas. Den är mycket anspråkslös i sitt leverna men hanen kan ibland ses sjunga ihållande från exponerade sittplatser.

## Status och hot
Arten har ett stort utbredningsområde, men tros minska i antal, dock inte tillräckligt kraftigt för att den ska betraktas som hotad. Internationella naturvårdsunionen IUCN listar arten som livskraftig (LC). Beståndet uppskattas till i storleksordningen 20 000 till 50 000 vuxna individer.

## Namn
Fågelns vetenskapliga artnamn hedrar den amerikanska ornitologen Daniel Giraud Elliot.